# Ferreux-Quincey
Pour les articles homonymes, voir Ferreux.
Ferreux-Quincey est une commune française, située dans le département de l'Aube en région Grand Est.

## Géographie
| Saint-Aubin        | Pont-sur-Seine  | Saint-Hilaire-sous-Romilly |
|                    | Ferreux-Quincey |                            |
| Avant-lès-Marcilly |                 | Saint-Loup-de-Buffigny     |

### Hydrographie

#### Réseau hydrographique
La commune est dans la région hydrographique « la Seine de sa source au confluent de l'Oise (exclu) » au sein du bassin Seine-Normandie. Elle est drainée par l'Ardusson,.
L'Ardusson, d'une longueur de 28 km, prend sa source dans la commune de Saint-Flavy et se jette  dans la Seine à Nogent-sur-Seine, après avoir traversé neuf communes.

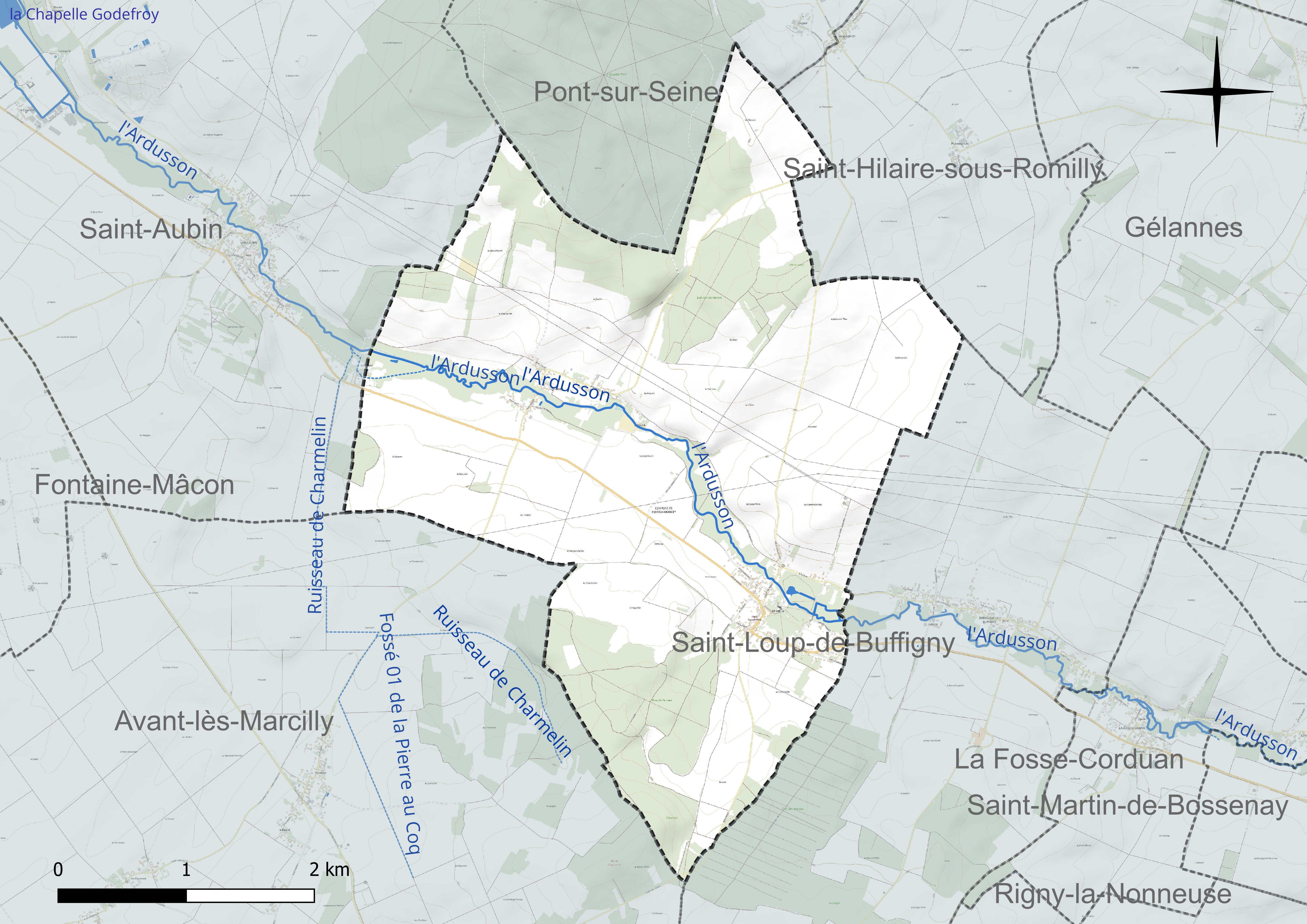
Réseau hydrographique de Ferreux-Quincey.

#### Gestion et qualité des eaux
Le territoire communal est couvert par le schéma d'aménagement et de gestion des eaux (SAGE) « Bassée Voulzie ». Ce document de planification concerne le territoire du bassin versant de l'Armançon qui s’étend sur 1 710 km2 et se répartit sur trois départements (l'Aube, l'Yonne et la Marne). Le périmètre a été arrêté le 2 septembre 2016, le diagnostic a été validé le 29 novembre 2022. La structure porteuse de l'élaboration et de la mise en œuvre est le Syndicat mixte ouvert de l’eau potable, de l’assainissement collectif, de l’assainissement non collectif, des milieux aquatiques et de la démoustication (SDDEA), dont le siège est à Troyes.
La qualité des cours d’eau peut être consultée sur un site dédié géré par les agences de l’eau et l’Agence française pour la biodiversité.

### Climat
Pour des articles plus généraux, voir Climat du Grand Est et Climat de l'Aube.
En 2010, le climat de la commune est de type climat océanique dégradé des plaines du Centre et du Nord, selon une étude du Centre national de la recherche scientifique s'appuyant sur une série de données couvrant la période 1971-2000. En 2020, Météo-France publie une typologie des climats de la France métropolitaine dans laquelle la commune est exposée à un climat océanique altéré et est dans la région climatique Nord-est du bassin Parisien, caractérisée par un ensoleillement médiocre, une pluviométrie moyenne régulièrement répartie au cours de l’année et un hiver froid (3 °C).
Pour la période 1971-2000, la température annuelle moyenne est de 10,6 °C, avec une amplitude thermique annuelle de 15,6 °C. Le cumul annuel moyen de précipitations est de 722 mm, avec 11,7 jours de précipitations en janvier et 7,7 jours en juillet. Pour la période 1991-2020, la température moyenne annuelle observée sur la station météorologique de Météo-France la plus proche, « Bouy-sur-Orvin », sur la commune de Bouy-sur-Orvin à 9 km à vol d'oiseau, est de 11,4 °C et le cumul annuel moyen de précipitations est de 635,9 mm. 
La température maximale relevée sur cette station est de 42,4 °C, atteinte le 25 juillet 2019 ; la température minimale est de −20,5 °C, atteinte le 17 janvier 1985,,.
Les paramètres climatiques de la commune ont été estimés pour le milieu du siècle (2041-2070) selon différents scénarios d'émission de gaz à effet de serre à partir des nouvelles projections climatiques de référence DRIAS-2020. Ils sont consultables sur un site dédié publié par Météo-France en novembre 2022.

## Urbanisme

### Typologie
Au 1er janvier 2024, Ferreux-Quincey est catégorisée commune rurale à habitat dispersé, selon la nouvelle grille communale de densité à 7 niveaux définie par l'Insee en 2022.
Elle est située hors unité urbaine. Par ailleurs la commune fait partie de l'aire d'attraction de Nogent-sur-Seine, dont elle est une commune de la couronne,. Cette aire, qui regroupe 19 communes, est catégorisée dans les aires de moins de 50 000 habitants,.

### Occupation des sols
L'occupation des sols de la commune, telle qu'elle ressort de la base de données européenne d’occupation biophysique des sols Corine Land Cover (CLC), est marquée par l'importance des territoires agricoles (68,6 % en 2018), une proportion sensiblement équivalente à celle de 1990 (68,4 %). La répartition détaillée en 2018 est la suivante : 
terres arables (68,6 %), forêts (28 %), zones urbanisées (2,2 %), milieux à végétation arbustive et/ou herbacée (1,2 %). L'évolution de l’occupation des sols de la commune et de ses infrastructures peut être observée sur les différentes représentations cartographiques du territoire : la carte de Cassini (XVIIIe siècle), la carte d'état-major (1820-1866) et les cartes ou photos aériennes de l'IGN pour la période actuelle (1950 à aujourd'hui).

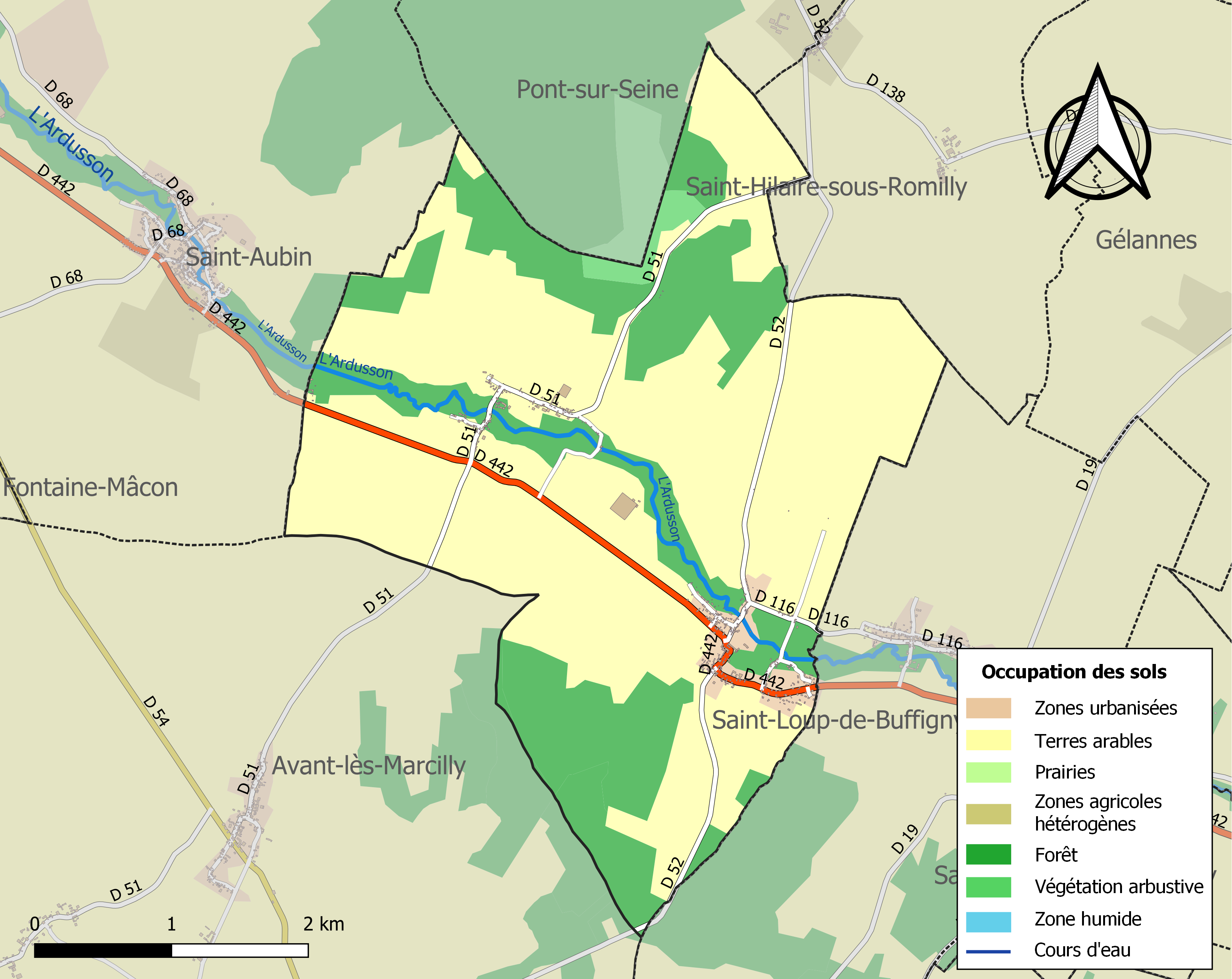
Carte des infrastructures et de l'occupation des sols de la commune en 2018 (CLC).

## Toponymie
Ferreux et Quincey sont à l'origine deux communes distinctes qui sont réunies à partir du 1er janvier 1973 par arrêté du 21 novembre 1972 pour former la nouvelle commune de Ferreux-Quincey.

### Toponymie de Quincey
Le village de Quincey apparait sous différentes dénominations dans les archives historiques :
- Quinciacus (880, D. Bouquet)
- Quinccium (1131, abbaye du Paraclet)
- Quinceyum (1131, abbaye du Paraclet)
- Quinci (1198, bulle d'Innocent III pour l'abbaye du Paraclet)
- Molendinum de Quinciaco (1295, abbaye de Scellières)
- Quincy (1303, cartulaire de l'abbaye du Paraclet)
- Quincey (1465, Ord. des roys de France)
- Quincei (XVIIIe siècle, pouillé)

### Toponymie de Ferreux
Les formes anciennes du village de Ferreux sont :
- Ferree (1140, cartulaire de l’abbaye de la Rivour)
- Ferroum (1147, cartulaire de l'abbaye du Paraclet)
- Ferreux (1152-1180, feoda Campaniæ)
- Ferroe (1157, cartulaire de l'abbaye du Paraclet)
- Ferrere (1166, cartulaire de l'abbaye de Scellières)
- Ferreux (1186, abbaye de Scellières)
- Ferrosum (1290, cartulaire de l'abbaye du Paraclet)
- Ferreres (1131, abbaye de Montier-la-Celle)
- Ferrosi (XVIIe siècle, pouillé)

## Histoire
Le 6 février 1814, lors de la campagne de France (1814), Napoléon, après avoir quitté Troyes, passe la nuit au château.

## Politique et administration
Lors de la fusion, le maire de Ferreux était Marcel Fontaine, successeur en 1971 de son beau-père Émile Adnot, et celui de Quincey était Maurice Denis.
| Période                                  | Période       | Identité                     | Étiquette | Qualité                             |
| ---------------------------------------- | ------------- | ---------------------------- | --------- | ----------------------------------- |
| janvier 1973                             | mars 2001     | Marcel Fontaine (?-2022)     |           | Directeur d'école                   |
| mars 2001                                | décembre 2018 | Gérard Dambrines (1947-2018) | DVD       | Retraité, décédé en cours de mandat |
| mars 2019                                | En cours      | Maxence Meunier              |           | Agriculteur                         |
| Les données manquantes sont à compléter. |               |                              |           |                                     |

## Démographie

### Évolution démographique
L'évolution du nombre d'habitants est connue à travers les recensements de la population effectués dans la commune depuis 1793. Pour les communes de moins de 10 000 habitants, une enquête de recensement portant sur toute la population est réalisée tous les cinq ans, les populations de référence des années intermédiaires étant quant à elles estimées par interpolation ou extrapolation. Pour la commune, le premier recensement exhaustif entrant dans le cadre du nouveau dispositif a été réalisé en 2006.

En 2022, la commune comptait 405 habitants, en évolution de +9,46 % par rapport à 2016 (Aube : +0,7 %, France hors Mayotte : +2,11 %).
| 1793 | 1800 | 1806 | 1821 | 1831 | 1836 | 1841 | 1846 | 1851 |
| ---- | ---- | ---- | ---- | ---- | ---- | ---- | ---- | ---- |
| 274  | 296  | 285  | 277  | 315  | 330  | 371  | 341  | 363  |

| 1856 | 1861 | 1866 | 1872 | 1876 | 1881 | 1886 | 1891 | 1896 |
| ---- | ---- | ---- | ---- | ---- | ---- | ---- | ---- | ---- |
| 371  | 370  | 368  | 332  | 337  | 310  | 321  | 306  | 292  |

| 1901 | 1906 | 1911 | 1921 | 1926 | 1931 | 1936 | 1946 | 1954 |
| ---- | ---- | ---- | ---- | ---- | ---- | ---- | ---- | ---- |
| 277  | 245  | 253  | 331  | 282  | 239  | 231  | 202  | 197  |

| 1962 | 1968 | 1975 | 1982 | 1990 | 1999 | 2006 | 2011 | 2016 |
| ---- | ---- | ---- | ---- | ---- | ---- | ---- | ---- | ---- |
| 191  | 154  | 236  | 270  | 339  | 337  | 344  | 359  | 370  |

| 2021 | 2022 | - | - | - | - | - | - | - |
| ---- | ---- | - | - | - | - | - | - | - |
| 407  | 405  | - | - | - | - | - | - | - |

### Pyramide des âges
En 2021, le taux de personnes d'un âge inférieur à 30 ans s'élève à 29,0 %, soit en dessous de la moyenne départementale (35,0 %). À l'inverse, le taux de personnes d'âge supérieur à 60 ans est de 31,0 % la même année, alors qu'il est de 28,2 % au niveau départemental.
En 2021, la commune comptait 205 hommes pour 202 femmes, soit un taux de 50,37 % d'hommes, légèrement supérieur au taux départemental (48,70 %).
Les pyramides des âges de la commune et du département s'établissent comme suit :
| Hommes | Classe d’âge | Femmes |
| ------ | ------------ | ------ |
| 0,5    | 90 ou +      | 0,9    |
| 9,8    | 75-89 ans    | 12,4   |
| 20,1   | 60-74 ans    | 18,2   |
| 22,5   | 45-59 ans    | 21,2   |
| 17,0   | 30-44 ans    | 19,4   |
| 13,4   | 15-29 ans    | 12,3   |
| 16,7   | 0-14 ans     | 15,7   |

| Hommes | Classe d’âge | Femmes |
| ------ | ------------ | ------ |
| 0,8    | 90 ou +      | 2,1    |
| 7,4    | 75-89 ans    | 10,2   |
| 17,4   | 60-74 ans    | 18,4   |
| 19,4   | 45-59 ans    | 19     |
| 17,8   | 30-44 ans    | 17,3   |
| 18,3   | 15-29 ans    | 15,9   |
| 19     | 0-14 ans     | 17,1   |

## Culture locale et patrimoine

### Lieux et monuments
- L'abbaye du Paraclet ;
- Le château du Paraclet construit sur l'emplacement de l'ancienne abbaye ;
- L'église Saint-Loup-de-Sens de Ferreux ;
- Chapelle du Paraclet ;
- Église Saint-Martin de Quincey ;
- Le monument aux Morts.

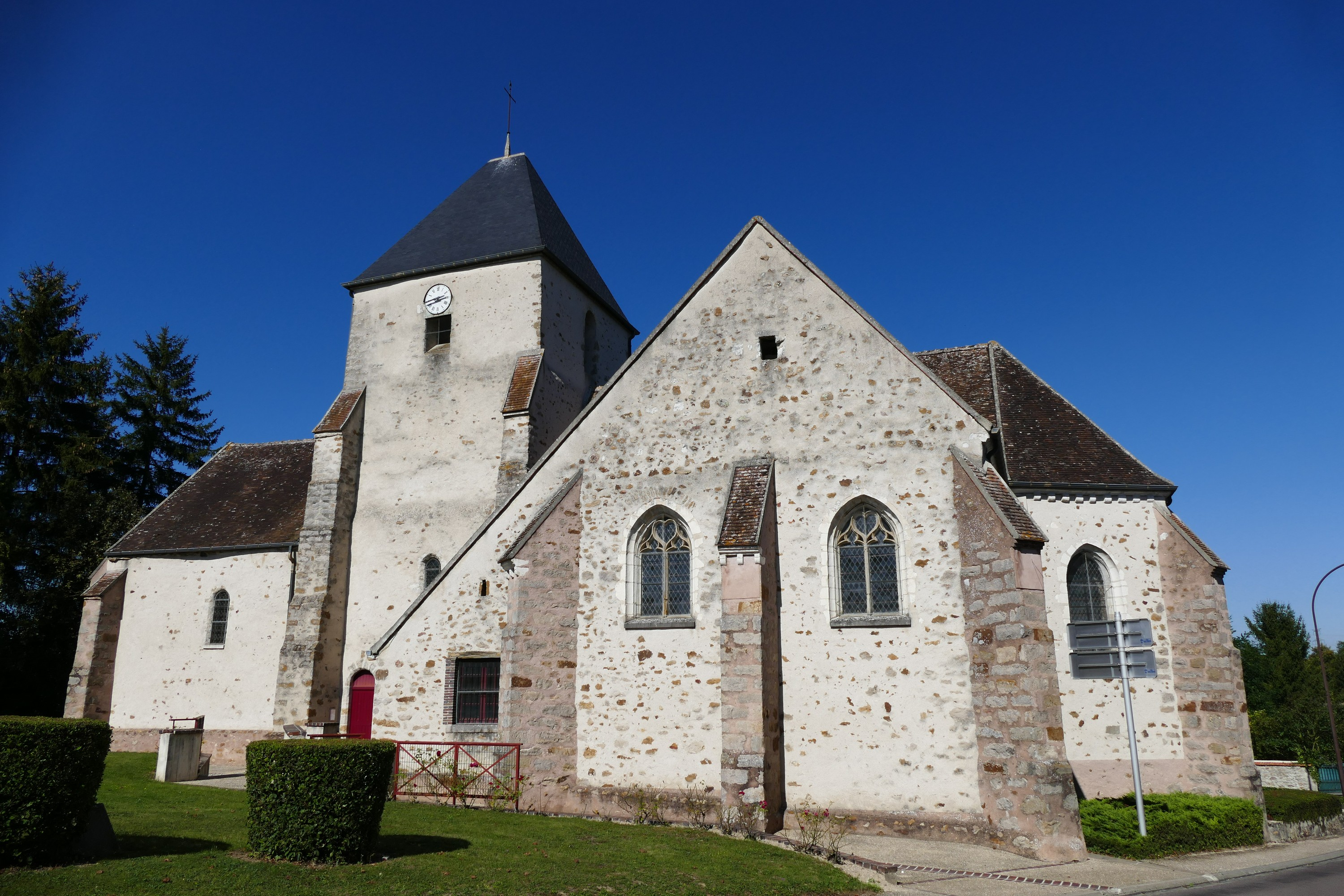
L'église Saint-Loup-de-Sens de Ferreux.
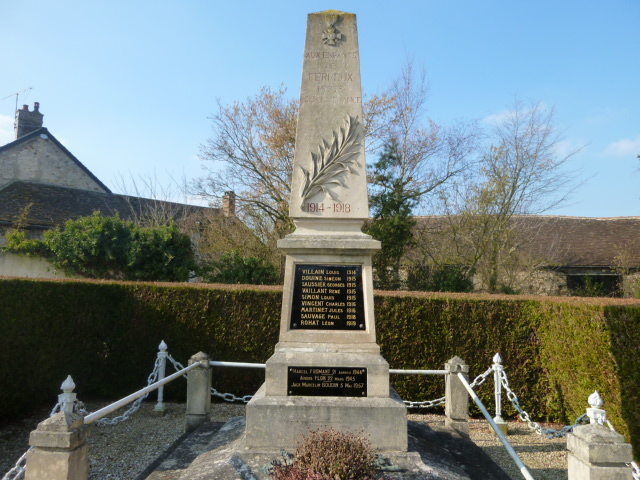
Le monument aux morts.

### Personnalités liées à la commune
- Héloïse d’Argenteuil
- Abélard

### Héraldique
| Blason de Ferreux-Quincey | Blason  | Parti : au 1er d'or à une abbaye d'argent*, maçonnée et essorée de sable, ouverte et ajourée du champ, au 2e de sinople à une gerbe de blé d'or, à la divise ondée d'azur en pointe brochant sur la partition, au chef d'azur à la bande d'argent chargée de deux annelets entrelacés de gueules et côtoyée de deux doubles cotices potencées et contre-potencées d'or.                  |
| Blason de Ferreux-Quincey | Détails | * Il y a là non-respect de la règle de contrariété des couleurs : ces armes sont fautives (argent sur or). L'abbaye fait référence au Paraclet, la gerbe de blé représente l'agriculture, sur fond vert de la forêt et l'onde bleue symbolise l'Ardusson qui fait le lien entre les deux bourgs représentés par les deux anneaux dans le chef aux armes de la Champagne. Adopté en 2021. |

## Pour approfondir